# Tomasz Kuszczak
Tomasz Mirosław Kuszczak (Krosno Odrzańskie, 20. ožujka 1982.) umirovljeni je poljski nogometaš, vratar. Tomasz Kuszczak je bivši član poljske reprezentacije, s kojom je nastupao na Svjetsko prvenstvo u nogometu 2006.
Karijeru je započeo u Vroklavskom klubu Śląsk Wrocław, potom je otišao u Njemačku gdje trenirao u KFC Uerdingen 1905 i u Hertha Berlin. Međutim u berlinskom klubu nije odigrao nijedan prvenstveni meč tako da 2004. godine prelazi u West Bromwich Albion. U engleskom timu se izborio za mjesto u prvoj postavi i mnogi ga smatraju za najboljeg golmana Premier Lige. Njegova intervencija od 15. siječnja 2006. pri kraju meča protiv Wigan Athletica je proglašena za događaj sezone od strane gledatelja BBC-ja. Ipak u sezoni 2005./2006. njegov tim nije uspio održati u Premier Ligi.
Više puta je bio član reprezentacije Poljske u mlađim kategorijama, prvak Europe u kategoriji do 18 godina, 2001. U seniorskoj reprezentaciji debitirao je 11. prosinca 2003. u meču s Maltom. 30. svibnja 2006. u prijateljskoj utakmici s Kolumbijom primio je gol preko cijelog terena. 

## Vanjske poveznice
- Kratki filmovi vezani za Kuszczaka na www.youtube.com
- Profil na službenim stranicama West Bromwich Albiona  Arhivirana inačica izvorne stranice od 29. srpnja 2005. (Wayback Machine)
- Kuszczakov profil na službenoj stranici Nogometnog saveza Poljske  Arhivirana inačica izvorne stranice od 27. rujna 2007. (Wayback Machine)